# Serniki (gmina)
Pour les articles homonymes, voir Serniki.
Serniki est une gmina rurale (gmina wiejska) de la powiat de Lubartów, dans la Voïvodie de Lublin, dans l'est de la Pologne.
Son siège administratif (chef-lieu) est le village de Serniki, qui se situe environ 6 kilomètres (km) au sud-est de Lubartów (siège du powiat) et 22 kilomètres au nord de la capitale régionale Lublin (capitale de la voïvodie).
La gmina couvre une superficie de 75,43 km2 pour une population de 4 833 habitants en 2006.

## Histoire
De 1975 à 1998, la gmina est attachée administrativement à l'ancienne Voïvodie de Lublin.

Depuis 1999, elle fait partie de la nouvelle voïvodie de Lublin.

## Géographie
La gmina inclut les villages (sołectwa) de:

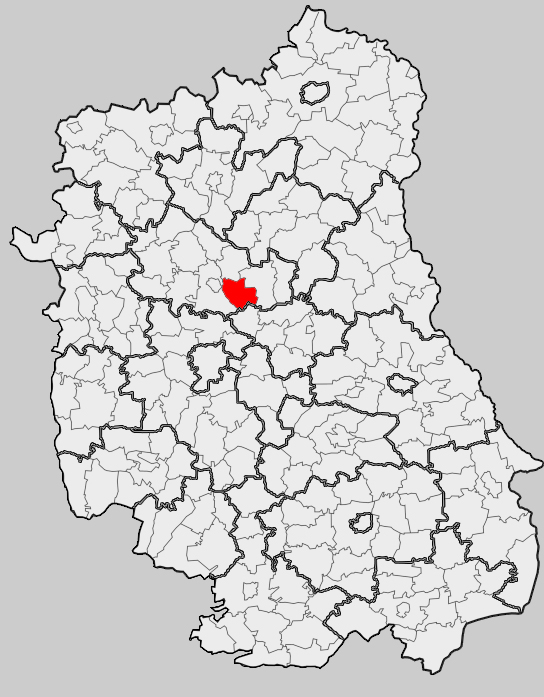
Position de la gmina dans la voïvodie

- Brzostówka
- Czerniejów
- Nowa Wieś
- Nowa Wola
- Serniki
- Serniki-Kolonia
- Wola Sernicka
- Wola Sernicka-Kolonia
- Wólka Zabłocka
- Wólka Zawieprzycka

### Gminy voisines
La gmina de Serniki est voisine des gminy de:
- Lubartów
- Niedźwiada
- Ostrów Lubelski
- Spiczyn

## Structure du terrain
D'après les données de 2002, la superficie de la commune de Serniki est de 75,43 kilomètres carrés, répartis comme telle :
- terres agricoles : 81%
- forêts : 14%

La commune représente 5,85% de la superficie du powiat.

## Démographie
Données duu 30 juin 2004:
| Description        | Total  | Total | Femmes | Femmes | Hommes | Hommes |
| ------------------ | ------ | ----- | ------ | ------ | ------ | ------ |
| Unité              | Nombre | %     | Nombre | %      | Nombre | %      |
| Population         | 4 878  | 100   | 2 475  | 50,7   | 2 403  | 49,3   |
| Densité (hab./km²) | 64,7   | 64,7  | 32,8   | 32,8   | 31,9   | 31,9   |